# 白鳥加奈子
白鳥 加奈子（しらとり かなこ、本名：海老沢 加奈子、1959年7月2日 - ）は、日本のファッションモデル、シャンソン歌手。

## 来歴・人物
岩手県胆沢郡金ケ崎町出身。血液型O型。岩手県立金ケ崎高等学校時代はバレーボールに所属。
弟が少年工科学校に入り、親に金銭的負担をかけずにパイロットになったのをきっかけに、自分も続こうと思い、海上自衛隊に入隊、下総航空基地に配属、2期5年務めた。
40代に入ってからモデルの活動も始める。元雑誌メイプル（集英社刊）モデル。現在office HATTA所属。モデルを中心に活動中。
モデル活動のかたわら、ソロでの歌手活動を行っている。一方で、モンゴルのエコツアーで知り合った大道芸能家の源吾朗とコンビ「カナ&ゴロー」を結成。東日本大震災をきっかけに、被災地救済のためにカナ&ゴローとして東北応援歌『星めぐりサンバ♪』を自主制作。売り上げを被災地への義援金に充てた。以後も宮城県名取市で慰問活動を定期的に行っている。
夫は舞台監督の海老沢 栄。現在、夫婦ユニット「スワン＆シュリンプ」としてライブ活動中。東京演芸協会会員。浅草・東洋館で「フウフノカガミ」として芸人デビュー。昭和の藝能集団「東京どっこい処」のメンバーで獅子舞を担当。

## 活動

### CM
- トヨタ/カローラ
- 資生堂/ホワイテスホワイテス
- NTTドコモ/「企業広告LIFE篇」
- ノバルティスファーマ/ラシミール・爪白癬CM「父と娘篇」
- カネボウ/
- 日本マクドナルド/
- 農林中央金庫/JAバンク「住宅ローン篇」
- JAL/「FLY！JAL！銀婚旅行篇」
- 日産/ティーダラティオ「Departure篇 」
- ロート製薬/「50の恵」
- JRグループ/フルムーン

### スチル
- ディズニーアンバサダーホテル
- JRグループ/フルムーン

### TV
- テレビ朝日トゥナイト
- フジテレビレッド Beauty Life Happy Life

## CD
- 星めぐりサンバ♪（カナ&ゴロー名義。自主制作）
- ミモザの黄色い涙（全9曲、作詞・作曲：海老沢 栄。自主制作）